# Trenca (associació)
L'associació Trenca és una entitat ambientalista sense ànim de lucre fundada l'any 1998 a Ponent amb l'objectiu de preservar i recuperar la fauna autòctona i millorar, així, el patrimoni natural. L'associació pren el nom català d'un ocell passeriforme de vint centímetres de llargària en perill d'extinció a la península Ibèrica: la trenca (Lanius minor).
Trenca ha aconseguit juntament amb altres entitats reintroduir el voltor negre (Aegypius monachus) a la serra de Boumort, al Pallars Jussà. Desaparegut del Pirineu des de principis del segle xx, en l'actualitat compta amb una colònia estable d'entre seixanta i setanta individus.
D'ençà del seu començament, Trenca ha estat vinculada a les tasques que es desenvolupen al Centre de Recuperació de Fauna de Vallcalent, a Lleida, i és membre de la Xarxa de Custòdia del Territori.

## Obra publicada
- Wolfram, K. El petit voltor poruc i els seus amics salvatges.  Lleida: Associació Trenca, 2015. ISBN 978-84-608-2214-1.